# Pterocryptis afghana
Pterocryptis afghana és una espècie de peix de la família dels silúrids i de l'ordre dels siluriformes.

## Distribució geogràfica
Es troba a l'Afganistan i al Pakistan.